# Tabatinga (Amazonas)
Tabatinga è un comune del Brasile nello Stato dell'Amazonas, parte della mesoregione di Sudoeste Amazonense e della microregione di Alto Solimões.
Fondata nel 1986, la città si trova sulla triplice frontiera con Colombia e Perù, e con la limitrofa Leticia, forma una megalopoli di 100 000 abitanti, separate fisicamente solo dal Rio delle Amazzoni.
Per la sua posizione di confine sul Rio delle Amazzoni (un fiume ampiamente navigabile), Tabatinga è divenuto un nodo centrale per il narcotraffico in Brasile.